# ماريلينا
ماريلينا بلدية في ولاية بارانا في المنطقة الجنوبية من البرازيل.